# Johann August Sack
Johann August Sack (ur. 7 października 1764 w Kleve, zm. 28 czerwca 1831 w Szczecinie) – pruski urzędnik administracyjny i kameralista, uczeń vom Steina, jeden z głównych kontynuatorów reform kameralistycznych na Pomorzu w duchu pruskiego oświecenia. Znany z prac na rzecz odbudowy gospodarczej prowincji po wojnach napoleońskich, w latach 1816–1831 nadprezydent prowincji Pomorze.

## Życiorys
Urodził się w Kleve (Nadrenia Północna-Westfalia) jako syn sędziego karnego Karla Augusta Sacka i Marii Gertrudy z domu Nothemann.  Wychowany został w atmosferze surowości i pobożności, typowej dla mieszczańskiego domu końca XVIII wieku. Już jako chłopiec przejawiał zainteresowanie nauką oraz szybkie przyswajanie wiedzy. Kształcił się najpierw w gimnazjum w Kleve, a następnie, po przenosinach w 1779 roku, w Joachimsthalskim Gimnazjum w Berlinie. W 1782 roku rozpoczął studia uniwersyteckie w Halle, gdzie uczęszczał na wykłady z prawa i kameralistyki. Następnie kontynuował edukację w Getyndze, gdzie zetknął się z wpływowymi uczonymi, m.in. z ekonomistą Lüderem, prawnikiem Schlözerem i kameralistą Gattererem. Uczestniczył w licznych praktykach terenowych z zakresu górnictwa i leśnictwa.
Po powrocie do Kleve w 1783 roku został mianowany auskultatorem (aplikantem administracyjnym) w tamtejszym urzędzie rządowym. Szybko zdał kolejne egzaminy państwowe w Berlinie, po czym zajął się przede wszystkim zagadnieniami związanymi z przemysłem wydobywczym. Z rekomendacji ministra von Heiniga w 1788 roku otrzymał stanowisko sędziego górniczego i radcy górniczego w Wetter. W tym czasie nawiązał kontakt z baronem vom Steinem, późniejszym twórcą reform administracyjnych w Prusach. Spotkanie to miało istotny wpływ na dalszą działalność Sacka – nie tylko przyjął on idee Steina, ale i wcielał je konsekwentnie w życie w pracy administracyjnej. Przebywając w hrabstwie Mark, chłonął doświadczenia terenowe, które ukształtowały jego poglądy na gospodarkę, zarządzanie i samorządność. Od 1799 roku był tajnym radcą finansowym w generalnej dyrekcji w Berlinie. Związany z reformatorskim kręgiem barona vom Steina. Od 1806 roku był cywilnym gubernatorem Berlina, a od 1813 roku cywilnym gubernatorem ziem położonych między Odrą a Łabą. W 1815 roku został mianowany nadprezydentem prowincji reńskiej, a od 1816 do 1831 roku pełnił funkcję nadprezydenta prowincji Pomorze. W czasie swojego urzędowania przeprowadził szereg reform administracyjnych i samorządowych, promował rozwój handlu, rolnictwa, rybołówstwa i przemysłu włókienniczego. Z jego inicjatywy przeprowadzono w latach 1818–1823 rozbudowę portu w Świnoujściu. Doprowadził do zakończenia w 1820 roku budowy traktu ze Szczecina do Berlina. W 1824 roku jego staraniem utworzono Pomorskie Towarzystwo Historyczno-Archeologiczne (Gesellschaft für pommersche Geschichte und Altertumskunde), prowadzące badania nad przeszłością regionu. Wydał rozporządzenie nakazujące zgłaszanie wszelkich znalezisk odkrytych podczas prac ziemnych i budowlanych. Zorganizował także archiwum prowincjonalne. W 1821 roku uniwersytet w Halle nadał mu tytuł doktora honoris causa.